# Vinsobres
Vinsobres là một xã thuộc tỉnh Drôme trong vùng Auvergne-Rhône-Alpes đông nam nước Pháp.

## Dân số
| 1911                                                                | 1962 | 1968 | 1975 | 1982 | 1990 | 1999 | 2006 |
| ------------------------------------------------------------------- | ---- | ---- | ---- | ---- | ---- | ---- | ---- |
| 1228                                                                | 705  | 754  | 807  | 911  | 1062 | 1089 | 1070 |
| Figures recorded from 1962 onwards: Population minus double counts. |      |      |      |      |      |      |      |